# Чорноморська комуна
«Чорноморська Комуна» — обласна газета, орган Одеського обласного і міського комітетів КПУ. Веде початок від кількох періодичних комуністичних видань в Одесі упродовж 1917—1920 років та від «Известий-Вістей» (з 1920) Одеського ревкому і виконкому. Від 1 серпня 1929 року почала друкуватися під  назвою «Чорноморська комуна» та українською мовою; 1941—1944 роки — газета не видавалася. Виходить 5 разів на тиждень.
Довгий час літературним редактором у виданні працював Ковганюк Степан Петрович.
З 1 січня 1992 року газета виходить під назвою «Чорноморські новини».